# Министерство по делам диаспоры и борьбы с антисемитизмом
Министерство по делам диаспоры и борьбы с антисемитизмом (ивр. משרד התפוצות והמאבק באנטישמיות‎) — правительственное учреждение Израиля, созданное в 2009 году и отвечающее за связи государства Израиль с еврейской диаспорой и борьбой с антисемитизмом на международной арене. 
Для этих целей в состав министерства включены Государственная рекламная компания и Государственное управление журналистики. Министерство информации и диаспоры Израиля работает в тесной связи с посольствами и консульствами Израиля по всему миру и с Сохнутом.

## История создания
В 1999 году партии Авода, Меймад и Гешер организовали общий список, принесший им победу на выборах. Глава Аводы Эхуд Барак обещал руководителю Меймада Михаэлю Мальхиору важный пост в новом правительстве. Мальхиор был назначен министром, отвечающим за проблемы общества и связи с диаспорой.
После выборов 2003 года Ариэль Шарон назначил Натана Щаранского на пост министра Иерусалима, общества и диаспоры. После увольнения Щаранского из правительства заместитель министра просвещения Михаэль Мальхиор был назначен на пост заместителя министра в министерстве премьер-министра, отвечающего за дела общества и диаспору. 
В 2007 году Ицхак Герцог был назначен на пост министра соцобеспечения и по совместительству получил обязанности министра по делам общества, диаспоры и борьбы с антисемитизмом. 
Во втором правительстве Биньямина Нетаньяху на пост министра информации и диаспоры был назначен Юлий Эдельштейн.

## Деятельность
С октября 2023 года министерство ведёт в США кампанию, направленную на поддержку Израиля в войне в секторе Газа. С этой целью в адрес членов Конгресса (преимущественно демократов-афроамериканцев) от лица американцев рассылаются сообщения с сотен фейковых аккаунтов в соцсетях X, Facebook и Instagram. Также в рамках кампании были созданы новостные сайты, переписывающие статьи из таких СМИ как CNN и The Wall Street Journal, освещая войну с точки зрения израильского правительства; эти статьи затем продвигались на Reddit. На эту деятельность министерство по делам диаспоры выделило около 2 миллионов долларов США.

## Министры
| Номер | Имя                | Занимаемый пост                                               | Партия        | Года                    |
| ----- | ------------------ | ------------------------------------------------------------- | ------------- | ----------------------- |
| 1     | Галили, Исраэль    | Министр информации                                            | Авода         | 05.06.1967 — 17.03.1969 |
| 2     | Шимон Перес        | Министр информации                                            | Авода         | 10.03.1974 — 03.06.1974 |
| 3     | Аарон Ярив         | Министр информации                                            | Авода         | 03.06.1974 — 04.02.1975 |
| 4     | Михаэль Мальхиор   | Министр, отвечающий за дела общества и диаспоры               | Меймад        | 05.08.1999 — 07.03.2001 |
| 5     | Натан Щаранский    | Министр по делам Иерусалима, общества и диаспоры              | Ликуд         | 03.03.2003 — 04.05.2005 |
| 6     | Ицхак Герцог       | Министр по делам общества, диаспоры и борьбы с антисемитизмом | Авода         | 21.03.2007 — 31.03.2009 |
| 7     | Юлий Эдельштейн    | Министр информации и диаспоры                                 | Ликуд         | 06.05.2009 — 17.03.2013 |
| 8     | Биньямин Нетаньяху | Министр по делам Иерусалима и диаспоры                        | Ликуд         | 18.03.2013 — 14.05.2015 |
| 9     | Нафтали Беннет     | Министр по связям с диаспорой                                 | Еврейский дом | 14.05.2015 — 17.05.2020 |
| 10    | Омер Янкелевич     | Министр по связям с диаспорой                                 | Кахоль-лаван  | 17.05.2020 — 13.6.2021  |
| 11    | Нахман Шай         | Министр по связям с диаспорой                                 | Авода         | 13.6.2021 — 29.12.2022  |
| 12    | Амихай Шикли       | Министр по связям с диаспорой                                 | Ликуд         | 29.12.2022 — н. в.      |